# Тунтенхаузен
Тунтенхаузен (њем. Tuntenhausen) општина је у њемачкој савезној држави Баварска. Једно је од 46 општинских средишта округа Розенхајм. Према процјени из 2010. у општини је живјело 6.951 становника. Посједује регионалну шифру (AGS) 9187179.

## Географски и демографски подаци
Тунтенхаузен се налази у савезној држави Баварска у округу Розенхајм. Општина се налази на надморској висини од 508 метара. Површина општине износи 69,0 km². У самом мјесту је, према процјени из 2010. године, живјело 6.951 становника. Просјечна густина становништва износи 101 становника/km².